# Manfred Scherer

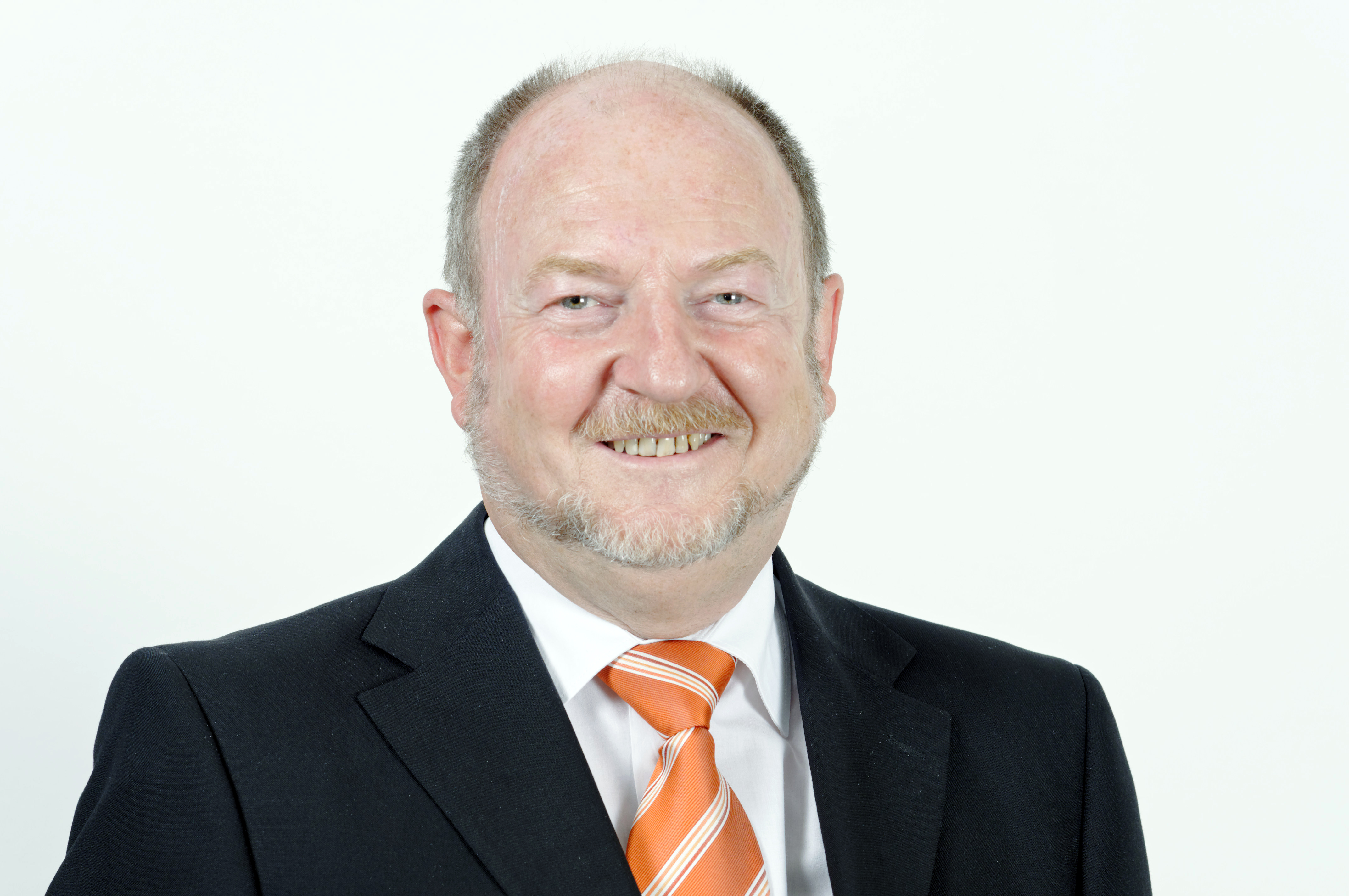
Manfred Scherer 2011

Manfred Scherer (* 7. Februar 1951 in Freinsheim, Pfalz) ist ein deutscher Jurist und Politiker (CDU). Vom 8. Mai 2008 bis zum 4. November 2009 war Manfred Scherer Innenminister des Freistaats Thüringen im Kabinett Althaus II. Von 2010 bis 2019 war er Abgeordneter des Thüringer Landtags.
Scherer besuchte die Schule in Speyer. Er studierte Jura in Mannheim und besuchte in Speyer die Verwaltungshochschule. 1975 wurde er Referendar im Oberlandesgerichtsbezirk Zweibrücken. Nach dem zweiten Staatsexamen (1977) war er als Richter am Landgericht Kaiserslautern tätig. 1988 wurde Scherer Richter am Oberlandesgericht Zweibrücken. 1990 wechselte er nach Erfurt, zunächst als Richter an das dortige Bezirksgericht. 1993 wurde er Präsident des Landgerichts Erfurt und daneben ab 1995 stellvertretendes, 1996 ordentliches Mitglied des Thüringer Verfassungsgerichtshofes. Dort wirkte er bis zu seinem Wechsel ins Justizministerium.
Von 1999 bis 2001 war er Staatssekretär im Thüringer Justizministerium, danach im Innenministerium, ab 2004 wieder im Justizministerium. 2006 wurde er vom Thüringer Landtag zum Präsidenten des Thüringer Rechnungshofes gewählt.
Nach dem Rücktritt des Thüringer Innenministers Karl Heinz Gasser nominierte Ministerpräsident Dieter Althaus Manfred Scherer am 23. April 2008 als Nachfolger. Scherer trat dieses Amt am 8. Mai 2008 an. In Zusammenhang mit der Abschiebung des aus Kamerun stammenden Felix Otto geriet Scherer 2009 in die Kritik. Otto lebte neun Jahre lang in Deutschland, zuletzt als abgelehnter Asylbewerber, und wurde wegen wiederholten Verstoßes gegen die Residenzpflicht zu einer Rekordstrafe von acht Monaten verurteilt. Pro Asyl bezeichnete die Auflage für Asylbewerber und geduldete abgelehnte Asylbewerber als schikanös und die Strafe gegen Otto als die höchste bekannte Strafe gegen das Vergehen. Trotz Eingaben und Demonstrationen sah Scherer keinen Grund, die Entscheidung zur Abschiebung des ansonsten unbescholtenen Ottos zu überdenken. Im August 2009 wurde er ausgeflogen.
Nach der Landtagswahl in Thüringen 2009, bei der er sich im Wahlkreis Erfurt IV  erfolglos um ein Direktmandat beworben hatte, wurde Scherer im Koalitionskabinett Lieberknecht nicht wieder als Minister berücksichtigt. Am 1. Mai 2010 wurde er als Nachrücker für Dieter Althaus, der sein Mandat wegen einer privatwirtschaftlichen Tätigkeit für den Autozulieferer Magna International niedergelegt hatte, Mitglied des Thüringer Landtags. Zudem übernahm er nach seinem Ausscheiden aus dem Ministeramt eine Anwaltstätigkeit in einer Erfurter Sozietät. Bei der Landtagswahl in Thüringen 2014 erhielt er ein Direktmandat im Wahlkreis Kyffhäuserkreis I. Zur Landtagswahl 2019 trat er nicht mehr an.
Seine Tochter ist die CDU-Politikerin Kristina Nordt.